# Rhyacophila impar
Rhyacophila impar là một loài Trichoptera trong họ Rhyacophilidae. Chúng phân bố ở miền Cổ bắc.